# Utah (jezioro)
Utah – jezioro w USA, w Wielkiej Kotlinie, o powierzchni 392 km². Jest ono jedną z pozostałości jeziora Bonneville.
Jezioro Utah zasila, poprzez rzekę Jordan, Wielkie Jezioro Słone. Nad jego brzegami znajduje się park stanowy.
Wody jeziora wykorzystywane są do nawadniania pól uprawnych. Jest także używane w celach rekreacyjnych – uprawia się na nim sporty wodne, takie jak kajakarstwo, żeglarstwo, a także łowi ryby (głównie sumokształtne, sandacza amerykańskiego, Morone chrysops i ryby z rodzaju Micropterus).